# Фармингтон (Мејн)
Фармингтон (енгл. Farmington) насељено је место без административног статуса у америчкој савезној држави Мејн.

## Демографија
По попису из 2010. године број становника је 4.288, што је 190 (4,6%) становника више него 2000. године.
| Група             | 2000.         | 2010.         |
| Белци             | 3.949 (96,4%) | 4.067 (94,8%) |
| Афроамериканци    | 15 (0,4%)     | 15 (0,3%)     |
| Азијати           | 38 (0,9%)     | 14 (0,3%)     |
| Хиспаноамериканци | 35 (0,9%)     | 75 (1,7%)     |
| Укупно            | 4.098         | 4.288         |